# Frühstückskäse
Frühstückskäse – rodzaj sera, wytwarzanego z krowiego mleka. Ten pikantny ser zaliczany jest do serów podpuszczkowych, niedojrzewających i miękkich.  Wyrabiany jest głównie w Niemczech. 